# La caduta delle foglie
La caduta delle foglie (Giorgobistve) è un film del 1966 diretto da Otar Ioseliani.